# 陈文政 (军事学家)
陳文政，中華民國政治人物、戰略學者，臺北市北投區人，生於新北市三重區，籍貫臺灣省彰化縣（父系為花壇人、母系為秀水人），為民主進步黨籍的軍事學家，曾任國家安全會議副秘書長、藍儂唱片公司創辦人、美國國務院國際人士訪問團國際安全組訪問學人、美國史汀生研究中心訪問學人、新境界文教基金會國防組召集人、國防部副部長陳必照機要秘書、國安會諮委、國安會副研究員、淡江大學戰研所助理教授、國立中正大學戰研所博士後研究員，畢業於辭修高中、國立中興大學法商學院（今國立臺北大學）法律系學士、淡江大學戰研所碩士、英國蘭開斯特大學博士。
早年也是立法院法案助理，社團法人國防政策與戰略研究學會執行長，《國防政策評論》執行編輯。

## 荣誉

### 中华民国勋章奖章
- 二等景星勳章（2024年5月15日於總統府頒授）[3]

## 外部連結
- 陳文政基本資料 （页面存档备份，存于）